# 갈매나무

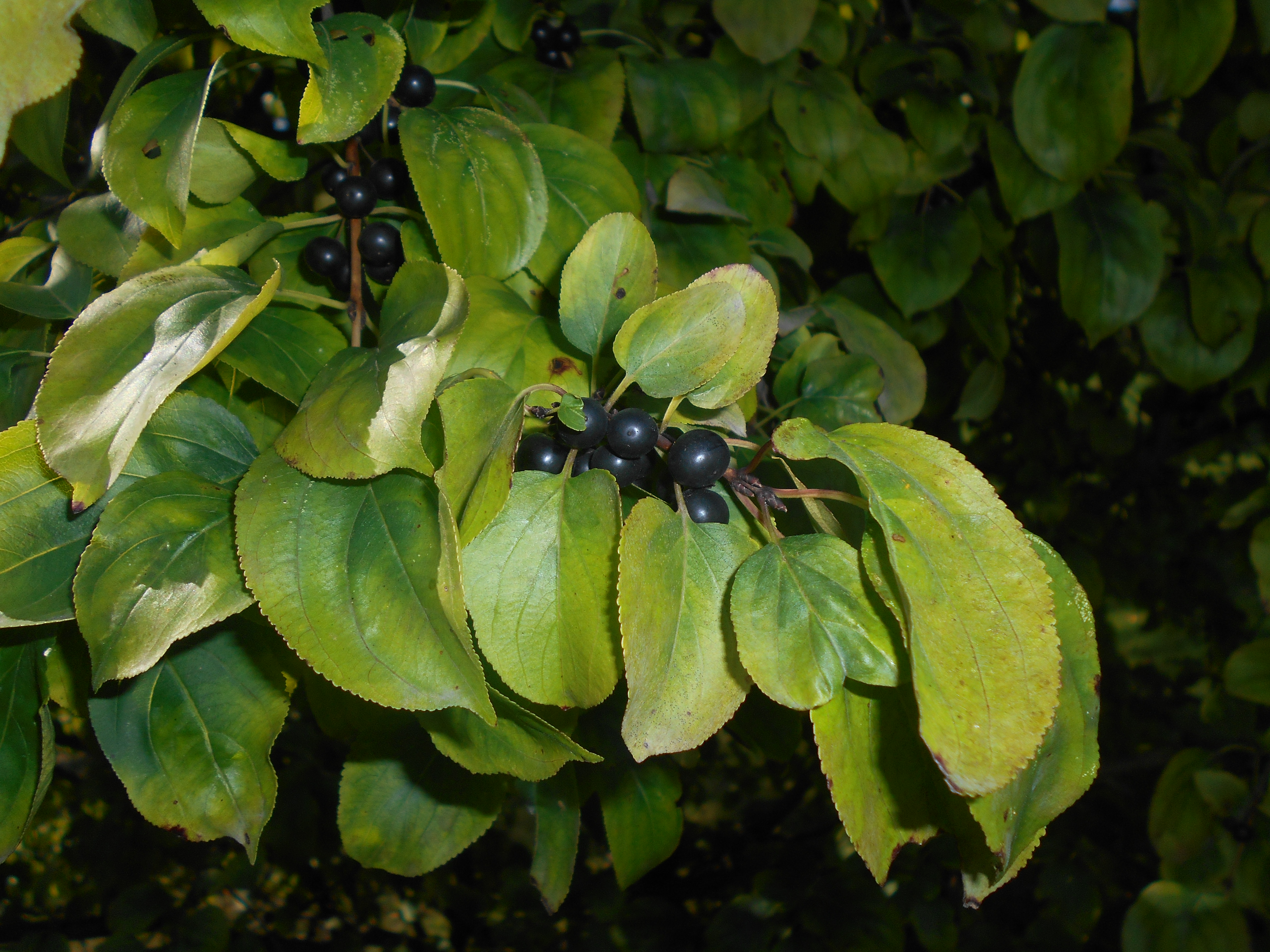

갈매나무는 갈매나무과의 나무이다. 한국 원산이며 일본과 중국에도 서식한다.

## 생태
겨울에 잎이 지는 떨기나무다. 키는 5 미터쯤 되며 산에서 자란다. 나무껍질은 짙은 회색이고, 작은 가지의 끝이 가시로 변한다. 어린 가지는 녹색이고 묵은 가지는 회백색이다. 잎은 대부분 마주나며 긴 타원 모양이며 길이 5~10 센티미터, 너비 5 센티미터 정도이다. 잎맥에 털이 나고 뒷면은 녹회색이다. 가장자리에 둔한 톱니가 있고 끝이 뾰족하다. 턱잎은 가늘고 금세 떨어진다. 암수딴그루로 5~6월에 잎겨드랑이에서 자잘한 황록색 꽃이 1~2개씩 달리거나 여러 개 모여 핀다. 꽃받침과 꽃잎은 네 장씩이다. 열매는 장과처럼 보이는 핵과로 9~10월에 검게 익는다. 동그랗고 지름 5~7 밀리미터 정도이다. 열매 안에 씨가 1~2개 들어 있는데, 씨 뒤쪽에 홈이 나 있다.

## 쓰임새
갈매나무의 껍질과 열매는 이뇨제로 쓴다.

## 문학 속의 갈매나무
| “ | … 나는 이런 저녁에는 화로를 더욱 다가 끼며, 무릎을 꿇어 보며, 어니 먼 산 뒷옆에 바우섶에 따로 외로이 서서, 어두워 오는데 하이야니 눈을 맞을, 그 마른 잎새에는, 쌀랑쌀랑 소리도 나며 눈을 맞을, 그 드물다는 굳고 정한 갈매나무라는 나무를 생각하는 것이었다. | ” |
|   | — 백석.〈남신의주 유동 박시봉방〉,《정본 백석 시집》(문학동네, 2007) |   |

〈그 드물다는 굳고 정한 갈매나무라는 나무〉 안도현 《너에게 가려고 강을 만들었다》

## 참고 자료
- 윤주복, 《나무 쉽게 찾기》(진선출판사, 2004) ISBN 978-89-7221-414-4
- 전의식·오병훈·송홍선, 《서울나무도감》(풀꽃나무, 2008) ISBN 978-89-88452-08-0
- 풀베개